# ماشک کلاغی
ماشک کلاغی (نام علمی: Vicia cracca) نام یک گونه از سرده ماشک است.